# جهانگرد (ایذه)
جهانگِرد یک روستا در ایران است که در دهستان دنباله‌رود شمالی در شهرستان ایذه استان خوزستان واقع شده‌است. جهانگرد ۴۸ نفر جمعیت دارد.